# Râul Toarcla
Râul Toarcla este un curs de apă, afluent al Pârâului Nou. 

## Hărți
- Harta Județului Brașov